# Јапан на Зимским олимпијским играма 2022.
Јапан учествује на Зимским олимпијским играма 2022. које се одржавају у Пекингу, у Кини од 4. до 20. фебруара 2022. године. Олимпијски комитет Јапана послао је 124 квалификованих спортиста у тринаест спортова. 

## Освајачи медаља

### Злато
- Рјоју Кобајаши — Скијашки скокови, мала скакаоница
- Ајуму Хирано — Сноубординг, халфпајп
- Михо Такаги — Брзо клизање, 1000м

### Сребро
- Михо Такаги — Брзо клизање, 1500м
- Јума Кагијама — Уметничко клизање, појединачно
- Рјоју Кобајаши — Скијашки скокови, велика скакаоница
- Михо Такаги — Брзо клизање, 500м
- Ајано Сато, Михо Такаги, Нана Такаги — Брзо клизање, потера екипно
- Сацуки Фуџисава, Чинами Јошида, Јуми Сузуки, Јурика Јошида, Котоми Ишизаки — Керлинг, женски турнир

### Бронза
- Икума Хоришима — Слободно скијање, могули
- Шома Уно, Јума Кагијама, Вакаба Хигучи, Каори Сакамото, Рику Миура, Рјуичи Кихара, Мисато Комацубара, Тим Колето — Уметничко клизање, екипно
- Сена Томита — Сноубординг, халфпајп
- Шома Уно — Уметничко клизање, појединачно
- Ватару Моришиге — Брзо клизање, 500м
- Кокомо Мурасе — Сноубординг, биг ер
- Акито Ватабе — Нордијска комбинација, велика скакаоница/10 км
- Акито Ватабе, Јошито Ватабе, Хидеаки Нагаи, Рјота Јамамото — Нордијска комбинација, екипно велика скакаоница/4 × 5 км
- Каори Сакамото — Уметничко клизање, појединачно

## Учесници по спортовима
| Спорт                           | Мушкарци | Жене | Укупно |
| ------------------------------- | -------- | ---- | ------ |
| Алпско скијање                  | 1        | 2    | 3      |
| Биатлон                         | 2        | 4    | 6      |
| Брзо клизање                    | 7        | 8    | 15     |
| Брзо клизање на кратким стазама | 4        | 3    | 7      |
| Керлинг                         | 0        | 5    | 5      |
| Нордијска комбинација           | 5        | 0    | 5      |
| Санкање                         | 1        | 0    | 1      |
| Скијашки скокови                | 5        | 4    | 9      |
| Скијашко трчање                 | 4        | 4    | 8      |
| Слободно скијање                | 6        | 6    | 12     |
| Сноубординг                     | 9        | 11   | 20     |
| Уметничко клизање               | 5        | 5    | 10     |
| Хокеј на леду                   | 0        | 23   | 23     |
| 13 спортова                     | 49       | 75   | 124    |